# Gergovie

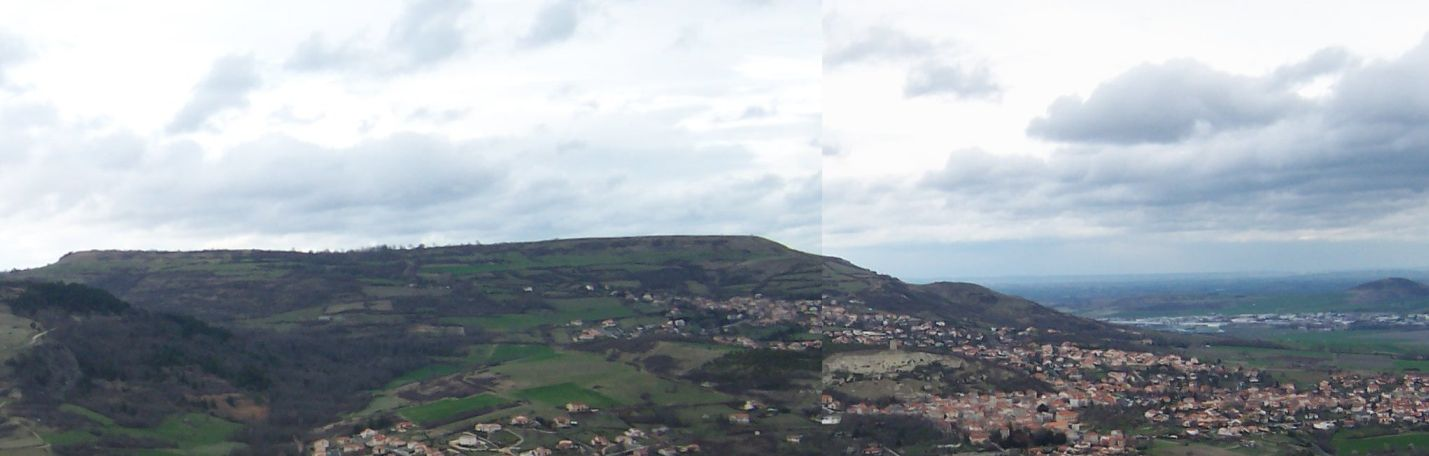
Gergovieplatån

Gergovie (före 1865 kallad Merdogne) är en by i kommunen La Roche-Blanche, departementet Puy-de-Dôme, regionen Auvergne-Rhône-Alpes, omkring 10 km söder om Clermont-Ferrand i centrala Frankrike. Byn ligger i närheten av Gergovieplatån (franska: Plateau de Gergovie), där Slaget vid Gergovia kan ha ägt rum. Vid slaget försvarades Gergovia med framgång av Vercingetorix mot Julius Caesar år 52 f.Kr. Det är dock omtvistat huruvida slaget vid Gergovia ägde rum vid nuvarande Gergovie. 